# Trichoncus auritus
Trichoncus auritus là một loài nhện trong họ Linyphiidae.
Loài này thuộc chi Trichoncus. Trichoncus auritus được Ludwig Carl Christian Koch miêu tả năm 1869.